# Mido
Mido é uma povoação portuguesa do Município de Almeida que foi sede da extinta Freguesia de Mido, freguesia que tinha 9,41 km² de área e 52 habitantes (2016), e, por isso, uma densidade populacional de 7,4 hab/km².
A Freguesia de Mido foi extinta em 2013, no âmbito de uma reforma administrativa nacional, tendo sido agregada às freguesias de Leomil, Senouras e Aldeia Nova, para formar uma nova freguesia denominada União das Freguesias de Leomil, Mido, Senouras e Aldeia Nova com sede em Mido.

## População
★ No censo de 1864 figura no concelho de Sabugal. Passou para o actual concelho (município) por decreto de 07/12/1870
| Totais e grupos etários | Totais e grupos etários | Totais e grupos etários | Totais e grupos etários | Totais e grupos etários | Totais e grupos etários | Totais e grupos etários | Totais e grupos etários | Totais e grupos etários | Totais e grupos etários | Totais e grupos etários | Totais e grupos etários | Totais e grupos etários | Totais e grupos etários | Totais e grupos etários | Totais e grupos etários |
| ----------------------- | ----------------------- | ----------------------- | ----------------------- | ----------------------- | ----------------------- | ----------------------- | ----------------------- | ----------------------- | ----------------------- | ----------------------- | ----------------------- | ----------------------- | ----------------------- | ----------------------- | ----------------------- |
|                         | 1864                    | 1878                    | 1890                    | 1900                    | 1911                    | 1920                    | 1930                    | 1940                    | 1950                    | 1960                    | 1970                    | 1981                    | 1991                    | 2001                    | 2011                    |
|                         | 217                     | 254                     | 244                     | 255                     | 216                     | 198                     | 208                     | 224                     | 235                     | 223                     | 126                     | 105                     | 83                      | 59                      | 46                      |
| i)                      |                         |                         |                         |                         |                         |                         |                         |                         |                         |                         |                         |                         |                         | 2                       | 0                       |
| ii)                     |                         |                         |                         |                         |                         |                         |                         |                         |                         |                         |                         |                         |                         | 1                       | 2                       |
| iii)                    |                         |                         |                         |                         |                         |                         |                         |                         |                         |                         |                         |                         |                         | 21                      | 11                      |
| iv)                     |                         |                         |                         |                         |                         |                         |                         |                         |                         |                         |                         |                         |                         | 35                      | 33                      |

i) 0 aos 14 anos; ii) 15 aos 24 anos; iii) 25 aos 64 anos; iv) 65 e mais anos	

|}

## Património
- Edificado:
  - Fonte da Aldeia (Mergulho) - século XVIII/ XIX;
  - Pequenos núcleos de Arquitectura Popular residencial e agrícola
  - Ponte de S. Roque - século XIX/XX.

- Religioso:
  - Igreja Matriz - século XVIII/XIX;
  - Capela de S. Roque - século XVIII;
  - Calvário - século XVIII/XIX;

- Arqueológico e Etnográfico:
  - Lagar escavado na rocha no sítio da Lapa do Martinho - Período Romano;
  - Sepultura Antropomórfica cavada na rocha no sítio da Vinha da Igreja - Medieval;
  - Ruínas de Moinhos de água com açude no Rio Côa